# Фосфоритная мука
Фосфоритная мука — минеральное фосфорное удобрение. Фосфоритную муку получают при тонком размоле фосфоритов — осадочных горных пород, образованных в основном минералами группы апатита.
Содержит 19-30 % P2O5 в виде Ca3(PO4)2. Поскольку фосфат кальция малорастворим в воде, фосфоритная мука может усваиваться растениями только на кислых почвах — подзолистых и торфяных, — в которых Ca3(PO4)2 постепенно переходит в доступный растениям дигидрофосфат Ca(H2PO4)2•H2O. Усвоению фосфоритной муки благоприятствует тонкость помола, а также внесение её в почву совместно с кислыми удобрениями, например с (NH4)2SO4 или навозом. Применяется также для приготовления навозных и торфяных компостов.
Основным достоинством фосфоритной муки как удобрения является её низкая стоимость; можно отметить также экологическую безвредность и длительное последействие.